# 腹中の敵
『腹中の敵』（ふくちゅうのてき）は、松本清張の短編歴史小説。『小説新潮』1955年8月号に掲載され、1956年2月に短編集『乱世』収録の1作として、新潮社より刊行された。

## あらすじ
織田信長が朝倉義景や浅井長政を討った後の正月の賀で、丹羽長秀は興の募ってゆく場を少し所在ない気持で笑って見ていたが、隣の滝川一益は藤吉郎（羽柴秀吉）の小唄を信長の口真似をして諂っていると嘲笑する。長秀は苦笑したが、一益の気持は分らなくはなかった。近頃異様に出世の早い藤吉郎に一益は何となく不安をもっているのだ。
藤吉郎はへらへら笑っているが雑草のようにしぶとい意志をもっており、長秀はそうした彼に惹かれていた。だから彼が段々に取り立てられてゆくのを他人よりは好意をもって見ていることが出来た。然し、長秀は藤吉郎の躍進を先輩らしく認める一方、もうこれ以上に伸びて貰いたくない心がどこかに動いていた。今の彼のもっている藤吉郎に対する寛容な満足をいつまでも平静に持ちつづけたいためであった。その後も羽柴秀吉の働きは目覚しかった。秀吉が次第に地位が上昇してくると共に、長秀の鷹揚な平静は少しづつ破れてきた。清須会議で信長の世継ぎについて柴田勝家と秀吉の発言が対立すると長秀は、秀吉の考えを尤もと云ったが、忽ち長秀の心は不安に揺れ動き、これで秀吉がまた伸びるという危惧で顔が蒼くなる思いだった。
その後の長秀は秀吉にずるずると引きずられていった。秀吉は長秀を恩人だといって徳としている。長秀は心の中で反撥しながらも彼から離れることが出来ない。心にもなく秀吉を引立てるような立場ばかりとっている自分の気の弱さが情なかった。

## エピソード
- 著者は1959年に本作について「歴史の本だが、丹羽長秀のことを書いたのを読んだことがある。（中略）彼は今で言えば胆石を患っていたと思われるが、死ぬときにみずからの腹に刃を立て、中の石を取り出し、この石が永年自分を苦しめた敵だと言って、その刀で斬り刻んだという。その石は人間のかたちに似ていたと史書にあるが、私は自分の工夫でそれを秀吉の顔にした」と記している[1]。
- 小説家の北村薫は「主人公の丹羽長秀が、秀吉の姿を見ながら「俺はこう思っているが、つまりこう思う気持ちというのは・・」とひたすら自己分析をしていく。自分の心の内を見つめて掘り下げていく態度が、まさに菊池寛のような処理の手法」と本作を評している[2]。